# Eksjö kyrka
Eksjö kyrka är en kyrkobyggnad som tillhör Eksjö församling i Linköpings stift. Kyrkan ligger vid Stora torget i Eksjö samhälle.

## Kyrkobyggnaden
En träkyrka uppfördes på platsen omkring år 1200 och ersattes på 1500-talet av en stenkyrka. Kyrkan ombyggdes helt och hållet till nuvarande storlek 1666. 1784 tillkom kyrktornet. 1887 revs kyrkan efter flera decenniers diskussioner. En kyrka i nyklassisk stil uppfördes 1887-89 efter ritningar av Johan Fredrik Åbom för 60-70 000 kr.. Tornet behölls men höjdes och försågs med spetsig tornhuv.
1889 års kyrka består av långhus med korsarmar åt norr och söder. I väster står kyrktornet med huvudingång och i öster finns en femkantig utbyggnad där sakristian är inhyst.
Kyrkorummet har ett tunnvalv, ursprungligen klätt med pärlspontpanel.
Vid 1912 års renovering försågs valvtaket med stuckatur ritad av Allan Norblad. 1925 byggdes tornhuven om till gamla kyrkans utförande. 1942 ersattes 1889 års bänkar med nya av samma utseende som gamla kyrkans. 2000 renoverades kyrkan varvid 1889 års altarring togs fram, men gjordes flyttbar, och ett konsekrationsaltare infördes.
Sveriges Radios julotta 2015 sändes från kyrkan.

## Inventarier
Eksjö kyrka har behållit mycket av sin barockinredning från 1600-talets slut.
- Dopfunten av röd kalksten är från 1659.
- Altaruppsats och predikstol är tillverkade 1698 av mästaren Anders Ekeberg.
- I kyrkorummet hänger tolv ljuskronor, varav den äldsta är från 1608, hemförd av överste Thomas Muschkamp under trettioåriga kriget.

## Orgel
- 1673 köpes en orgel in från Kristina kyrka och såldes vidare 1758 till Hultsjö kyrka. Orgeln hade 9 stämmor.
- 1759 bygger Jonas Wistenius, Linköping, en orgel med 18 stämmor fördelad på en manual och pedal.
- 1867 bygger Sven och Erik Nordström, Eksjö, en orgel med 16 stämmor fördelad på 2 manualer och pedal.
- Den nuvarande läktarorgeln är byggd av Nils Hammarberg i Göteborg och invigd 19 november 1967. Från början hade orgeln 40 stämmor fördelade på tre manualer och pedal. Orgeln har mekanisk traktur och elektrisk registratur. Tre fria kombinationer finns och den har ett tonomfång på 56/30. 1999 utökades orgeln av Grönlunds Orgelbyggeri med två pedalstämmor. Orgelfasaden är från en orgel byggd 1759 av Jonas Wistenius i Linköping eller från 1867 års orgel. Ryggpositivets fasad är från 1967.

| Huvudverk I  | Ryggpositiv I | Svällverk III       | Pedal         | Koppel            |
| Gedackt 16’  | Gedakt 8’     | Corno di Basetti 8' | Subbas 16’    | Sedvanliga koppel |
| Principal 8’ | Kvintadena 8’ | Rörflöjt 8'         | Principal 8’  |                   |
| Gedakt 8’    | Principal 4’  | Salicional 8'       | Gedackt 8'    |                   |
| Oktava 4’    | Rörflöjt 4’   | Voix celeste 8'     | Nachthorn 4'  |                   |
| Flöjt 4'     | Gemshorn 2'   | Oktava 4'           | Blockflöjt 2' |                   |
| Oktava 2'    | Nasat 1 1⁄3'  | Traversflöjt 4'     | Mixtur 4 ch   |                   |
| Cornett 4 ch | Scharf 4 ch   | Rörkvint 2 2⁄3'     |               |                   |
| Mixtur 4 ch  | Regal 8'      | Principal 2'        | Trumpet 8'    |                   |
| Cymbel 3 ch  |               | Ters 1 3⁄5'         | Clarin 4'     |                   |
| Trumpet 8’   |               | Oktava 1'           |               |                   |
|              |               | Mixtur 4 ch         |               |                   |
|              |               | Trumpet 16'         |               |                   |
|              |               | Krumhorn 8'         |               |                   |
|              |               | Tremulant           |               |                   |

### Kororgel och continuoorgel
- Kororgeln med fem stämmor är byggd 1965 av Nils Hammarberg och är mekanisk. Den har ett tonomfång på 54/27.

| Manual        | Pedal   |
| Gedakt 8’     | Bihängd |
| Rörflöjt 4’   |         |
| Principal 2’  |         |
| Nasat 1 1⁄3’  |         |
| Cymbel I chor |         |

- Continuoorgeln är byggd 1978 av Klaus Becker, Kupfermühle, Tyskland, och är mekanisk med ett tonomfång på 54.

| Manual       |
| Gedakt 8’    |
| Rohrflött 4’ |
| Principal 2’ |
| Oktava 1'    |

## Diskografi
- Anders Bondeman spelar på orgeln i Eksjö kyrka. LP. Euphonic ELP 002. 1969.